# La doble historia del doctor Valmy
La doble historia del doctor Valmy o La doble cara del doctor Valmy es una obra de teatro en dos actos, escrita por Antonio Buero Vallejo en 1964 y estrenada (en versión inglesa) en 1968.

## Argumento
La historia narra la situación de Daniel Barnes, un policía dedicado a la tortura de presos políticos, que ante la orden de su jefe de cortarle el pene a uno de sus presos políticos, Aníbal Marty, termina él mismo cayendo en la impotencia. Ante la crisis emocional que la situación le provoca a Daniel, decide acudir a la consulta del psicólogo doctor Valmy. Por su parte, la esposa de Daniel, Mary, que hasta el momento vivía en la ignorancia de las actividades de su marido y de la situación general, queda horrorizada cuando descubre la verdad a través de la esposa de Aníbal.

## Representaciones
Auténtico alegato contra la tortura, la obra, escrita en 1964, no superó los parámetros de la censura de la dictadura franquista de la época y hubo de ser estrenada, en versión en inglés (The Double Story of Doctor Valmy), en el Gateway Theater de Chester, Reino Unido, el 22 de noviembre de 1968.
En España no se estrenó hasta el 29 de enero de 1976 en el teatro Benavente de Madrid, con actuación de Marisa de Leza, Julio Núñez, Carlos Oller, José Álvarez, Primitivo Rojas, Ana Marzoa, Andrés Mejuto y Carmen Carbonell,
TVE ofreció una representación de la obra en una emisión del 30 de agosto del 2006, como entrega de Estudio 1; fue dirigida por Alberto González Vergel, y contó con actuación de Toni Cantó, Yolanda Ulloa, Mario Gas, Octavi Pujades, Carmen Bernardos, Manuel Gallardo y la viuda del autor: Victoria Rodríguez.